# Szent Epiphaniosz
Szalamiszi Epiphaniosz (ógörögül: Ἐπιφάνιος, latinul: Epiphanius) vagy egyházi nevén Szent Epiphaniosz (Besanduc (Palesztina), kb. 315 – 403) egyházatya, szalamiszi püspök és Ciprus érseke, író.

## Életpályája
Korán megismerkedett a szerzetesi élettel, és azt előbb Palesztinában, később a remeték hazájában, Egyiptomban gyakorolta. Miután visszatért a hazájába, itt maga alapított egy kolostort, amelynek 30 éven át volt főnöke. Elismertsége alapján jelölték, majd szentelték a ciprusi Szalamisz (akkori nevén Constantia) püspökévé és ezzel a sziget érsekévé, 367–368 körül.
Szigorú életvitele miatt még életében, mint szentet tisztelték a hívei. Hitbuzgalma, különösen az Órigenész személye és munkái körül való vitában, néha túlzott hevességre ragadta és arra bírta, hogy más püspökségek ügyeibe is beleavatkozzon, sőt Alexandriai Theophilosz bujtogatásai folytán, még Aranyszájú Szent Jánossal, Órigenész állítólagos védőjével is szembekerült.
Harcostársa, Szent Jeromos szerint tudott héberül, görögül, koptul, szírül és valamelyest latinul. Nyelvi műveltsége ellenére elítélte a hellén kultúrát. Csak a hitet és a tradíciót tartotta fontosnak, elvetett minden filozofálást. Műveinek fő célja a tradíció összefoglalása, érintetlen közvetítése, az eretnekségek feltérképezése, az általa tévesnek ítélt tanok cáfolata.

## Művei
Művei közül az Ankürótosz és a Panarion dogmatikai és egyháztörténelmi szempontból értékesek.
- Ankürótosz (Ancoratus). Fő művét Epiphaniosz a keresztény hit összefoglalásának szánja, ám az eretnekségek keerültek annak eszmei középpontjába
- Panarion. (Orvosságos szelence, Haereses) Legterjedelmesebb munkája, mely 374-77 között íródott 80 eretnekségnek nyújtja történetét, "orvosságát". Ide sorolja a filozófiai iskolákat és zsidó szektákat is. Értéke a munkának, hogy számos mára elveszett eretnek írást szó szerint idéz. A munka elkészítéséhez felhasználta Hippolütosz Szüntagma című művét
- A mértékekről és a súlyokról (De mensuris et ponderibus) című művében a Bibliában előforduló súly- és mértékekről nagy olvasottságot tanúsító módon értekezik. Tárgyalja Palesztina földrajzát, az egyes bibliai könyveket, azok fordításait. A mű görög eredetijének csak első része maradt fenn, a teljes munka szír fordításból ismert
- A tizenkét drágakőről című munka a zsidó főpap melldíszéről szól, mely a 12 törzsre utalva 12 drágakő díszített. Ebben a drágakövek tulajdonságait, szimbolikus jelentését, gyógyító tulajdonságait ismerteti. Teljes szövege georgiai fordításban maradt fenn, a görög eredetiből csak részek. Népszerűségét jelzi, hogy örmény, latin, kopt és etióp fordítása is ismert
- A szentképek tisztelete ellen. Három irat, melyekre a VIII. században a képrombolók előszeretettel hivatkoztak
- Levelek, melyekből kettő maradt fenn latin fordításban[2]